# إنجريد بيتنكور
إنجريد بيتانكور بوليسيو  (بالفرنسية: Íngrid Betancourt)‏ولدت في بوغوتا في 25 ديسمبر 1961، هي سياسية كولومبو-فرنسية ، المرشحة في الانتخابات الرئاسية في كولومبيا في عام 2002 ، أختطفت من قبل عصابات الماركسية و أَبُقِيَت في الأسر لأكثر من ست سنوات في غابات الأمازون.

## روابط خارجية
- إنجريد بيتنكور على موقع الموسوعة البريطانية (الإنجليزية)
- إنجريد بيتنكور على موقع مونزينجر (الألمانية)